# Coscinia cyrillii
Coscinia cyrillii är en fjärilsart som beskrevs av Jacob Hübner 1816. Coscinia cyrillii ingår i släktet Coscinia och familjen björnspinnare. Inga underarter finns listade i Catalogue of Life.